# Karangpari (Rancah)
Karangpari is een bestuurslaag in het regentschap Ciamis van de provincie West-Java, Indonesië. Karangpari telt 2869 inwoners (volkstelling 2010).